# Guillermo Porras Muñoz
Guillermo Porras Muñoz (El Paso, Texas, 22 de julio de 1917 - Ciudad de México, 28 de junio de 1988) fue un abogado, historiador, sacerdote y académico mexicano. Se especializó en la investigación histórica de los siglos XVI y XVII de la Ciudad de México y del estado de Chihuahua.

## Semblanza biográfica
Fue hijo de padres chihuahuenses que vivieron en Estados Unidos, lugar en donde realizó sus primeros estudios. Regresó a Chihuahua para ingresar al Instituto Científico y Literario de los jesuitas. Se trasladó a la Ciudad de México para estudiar en la Escuela Libre de Derecho.  Debido a su interés por la historia, asistió a cursos y seminarios  en El Colegio de México, en la Facultad de Filosofía y Letras de la Universidad Nacional Autónoma de México (UNAM) y en la Escuela Nacional de Antropología e Historia.
Realizó sus primeras investigaciones en bibliotecas y en el Archivo General de la Nación. Entre 1938 y 1943, publicó sus primeros artículos  en el Boletín del Archivo General de la Nación y en la revista Divulgación Histórica. En 1944 publicó artículos en la Revista Chihuahua y en el Boletín de la Sociedad Chihuahuense de Estudios Históricos.
Viajó a España para obtener un doctorado canónico en la Universidad de Navarra en 1951, fue ordenado sacerdote en Madrid. Fue enviado a Estados Unidos como capellán de la Universidad de Harvard, lugar en donde residió durante siete años. A partir de 1965 ejerció el mismo cargo en la Universidad Panamericana en la Ciudad de México.
Desde 1975 fue miembro de la Academia Nacional de Historia y Geografía. El 21 de octubre de 1986 fue nombrado miembro de número de la Academia Mexicana de la Historia, ocupó el sillón N° 4.  Murió el 28 de junio de 1988 en la Ciudad de México.

## Obras publicadas
- La frontera con los indios de Nueva Vizcaya en el siglo XVII, en 1980.
- Iglesia y Estado en Nueva Vizcaya, 1562-1821, en 1980.
- El gobierno de la ciudad de México en el siglo XVI, publicación que recibió el Premio "Ciudad de México" en 1982.
- El nuevo descubrimiento de San José del Parral, en 1988.
- Personas y lugares en la ciudad de México en el siglo XVI, en 1989.
- Las haciendas de Chihuahua, publicada en 1993.
- La alameda de la ciudad de México y su entorno urbano durante el período virreinal, (obra inédita).